# Conduelo Píriz
Conduelo Píriz (17 de juny de 1905 - 25 de desembre de 1976) fou un futbolista uruguaià. Va formar part de l'equip uruguaià a la Copa del Món de 1930.